# Uplees
Uplees – osada w Anglii, w hrabstwie Kent, w dystrykcie Swale. Leży 25 km na wschód od miasta Maidstone i 72 km na wschód od centrum Londynu.